# Дурмерсхајм
Дурмерсхајм (њем. Durmersheim) општина је у њемачкој савезној држави Баден-Виртемберг. Једно је од 23 општинска средишта округа Раштат. Према процјени из 2010. у општини је живјело 12.186 становника. Посједује регионалну шифру (AGS) 8216009.

## Географски и демографски подаци
Дурмерсхајм се налази у савезној држави Баден-Виртемберг у округу Раштат. Општина се налази на надморској висини од 119 метара. Површина општине износи 26,2 km². У самом мјесту је, према процјени из 2010. године, живјело 12.186 становника. Просјечна густина становништва износи 466 становника/km².

## Међународна сарадња
| Мјесто          | Држава               | Врста сарадње | Од    |
| --------------- | -------------------- | ------------- | ----- |
| Литлхемптон     | Уједињено Краљевство | партнерство   | 1988. |
| Шанвјер си Марн | Француска            | партнерство   | 1975. |
| Извор           |                      |               |       |